# Innamorata (álbum)
Innamorata es el decimoprimer álbum de Pat Benatar, lanzado en 1997. Alcanzó el #171 en las listas de Billboard 200 de Estados Unidos.

## Lista de canciones
1. "Guitar Intro" – 0:23
2. "Only You" – 6:05
3. "River of Love" – 5:17
4. "I Don't Want To Be Your Friend" – 5:09
5. "Strawberry Wine" – 5:53
6. "Purgatory" – 4:54
7. "Papa's Roses" - 4:20
8. "At This Time" – 4:37
9. "Dirty Little Secrets" – 5:18
10. "Angry" – 4:09
11. "In These Times" – 6:49
12. "Innamorata" – 3:23
13. "Gina's Song" – 0:22

- Datos: Q11683255